# Urs Müller-Walz
Urs Müller-Walz (* 3. Januar 1950 in Basel) ist ein Schweizer Politiker (BastA!).

## Politische Laufbahn
2001 wurde Müller in den Grossen Rat, ins Parlament des Kantons Basel-Stadt, gewählt, wo er Einsitz in die Geschäftsprüfungskommission nahm. Von 2003 bis 2005 war er Präsident der Fraktion Grünes Bündnis. Müller-Walz ist Präsident der Schulinspektion des Gymnasiums Bäumlihof.

## Persönliches
Müller-Walz ist gelernter Lebensmittelverkäufer und Sozialarbeiter. Von 1995 bis 2001 war er Leiter der Jugendfürsorge der Stadt Basel. Zurzeit ist er als Präsident des VPOD der Region Basel tätig. Müller ist verheiratet und hat drei Kinder, eines davon ist die Politikerin Loretta Müller. Sein Bruder Rolf Müller-Fortunati (SP) ist ebenfalls auf lokaler Ebene politisch tätig.
Seit Jahren trägt Müller-Walz eine auffällige rote Jacke, die mittlerweile zu seinem Markenzeichen wurde.